# John O'Hara (spisovatel)
John Henry O'Hara (31. ledna 1905, Pottsville, Pensylvánie – 11. dubna 1970, Princeton) byl americký spisovatel. Psal romány a zejména byl jedním z nejplodnějších amerických spisovatelů povídek, především pro časopis The New Yorker, jehož styl povídky pomohl definovat. Slávu romanopisce získal před dosažením 30 let romány Appointment in Samarra (Schůzka v Samaře) a BUtterfield 8.
O'Hara dosáhl v USA komerčního úspěchu v letech po druhé světové válce, kdy se jeho texty opakovaně objevovaly v každoročním seznamu deseti nejprodávanějších beletristických děl časopisu Publishers Weekly. Mezi tyto bestsellery patřily A Rage To Live (1949), Ten North Frederick (1955), From the Terrace (1959), Ourselves to Know (1960), Sermons and Soda Water (1960) a Elizabeth Appleton (1963). Pět jeho děl bylo předlohou populárních filmů v 50. a 60. letech.

## Dílo vydané v češtině a slovenštině
- Dostaveníčko v Samaře. Překlad Alois Josef Šťastný. [s.l.]: Družstevní práce, 1948. 288 s.
- Rodinná slavnost. Překlad František Vrba. [s.l.]: Československý spisovatel, 1959. 55 s.
- Nástroj lásky. Překlad Viera Marušiaková. [s.l.]: Tatran, 1969. 192 s. (slovensky)
- Butterfield 8. Překlad Tomáš Korbař. [s.l.]: Práce, 1971. 268 s.